# Schloss Würdenburg

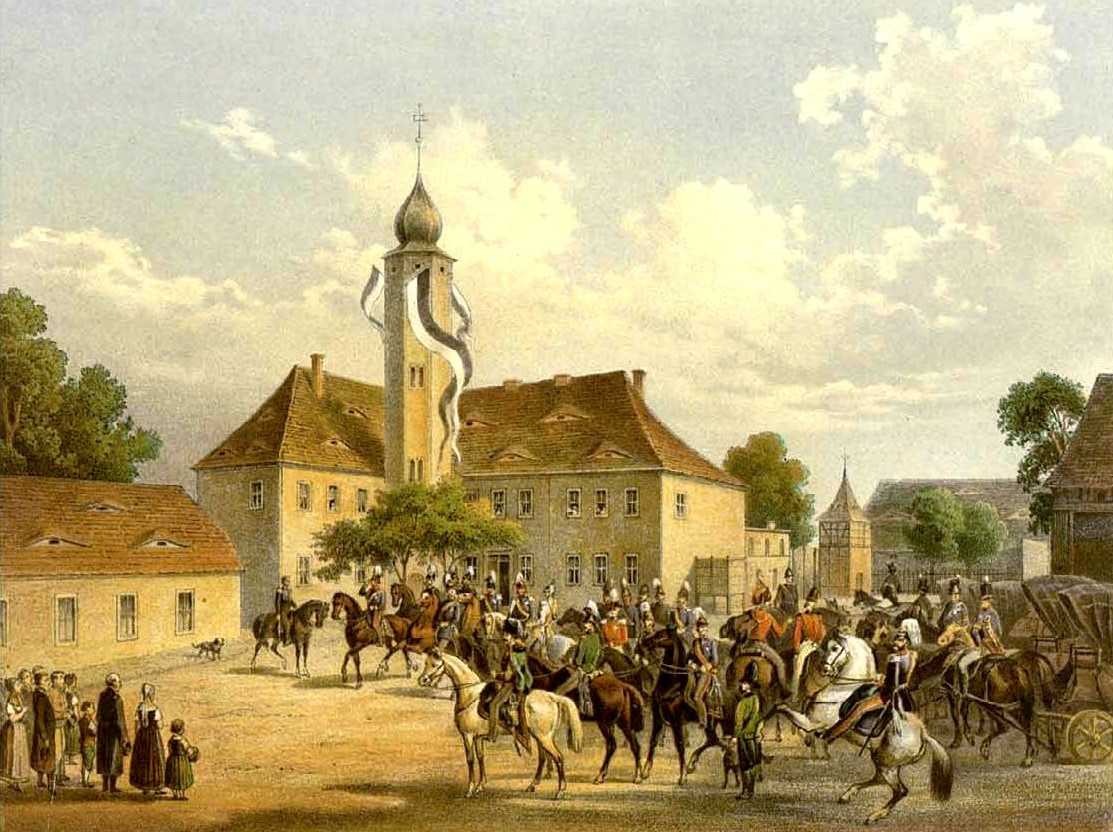
Rittergut Würdenburg, während eines Manövers, um 1862/63, nach der Sammlung Alexander Duncker

Schloss Würdenburg ist ein ehemaliges Rittergut in Teutschenthal im Landkreis Saalekreis in Sachsen-Anhalt. Das Schloss bildete bis weit in die zweite Hälfte des 19. Jahrhunderts hinein das wirtschaftliche und politische Zentrum des Ortes. Der ursprüngliche Renaissancebau wurde von der Familie von Trotha erbaut und war jahrhundertelang Sitz einer Familienlinie dieses Adelsgeschlechts. Nach einer wechselvollen Geschichte wurde die Würdenburg im Zuge der Wiedervereinigung Deutschlands an die Familie Wentzel rückübertragen, dem Verfall preisgegeben und 2019 abgerissen.

## Historische Entwicklung

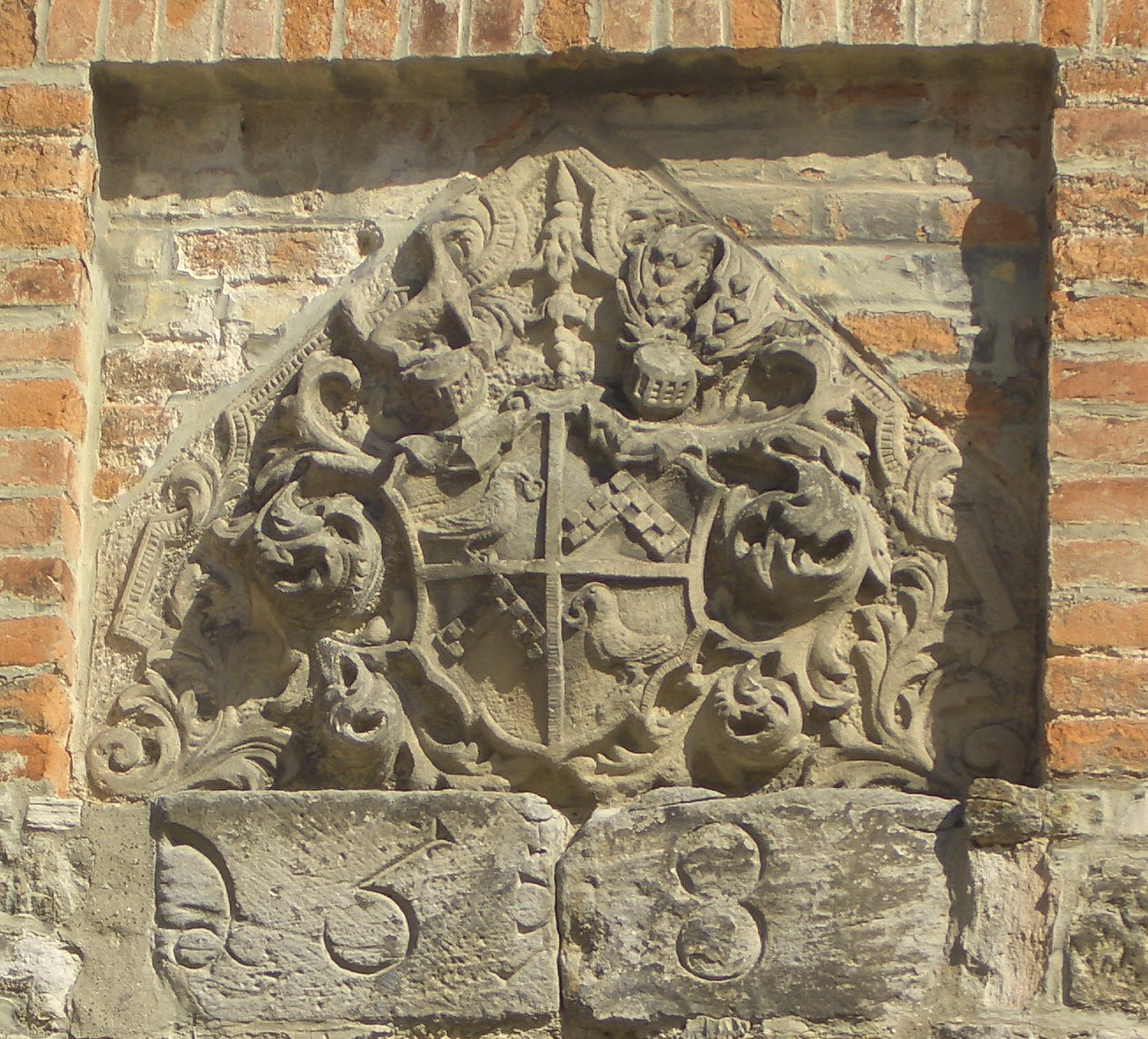
Barockes Familienwappen der Herren von Trotha im Hof der Würdenburg (2013)

Mit dem Verkauf der Herrschaft Seeburg (in der Mitte des 13. Jahrhunderts) gelangte deren Besitz im Jahr 1287 über Umwege an die Grafen von Mansfeld. Als Hausvögte der Mansfelder Grafen waren Wolf von Trotha (gestorben 1375) und dessen jüngster Sohn Nicolaus (gestorben 1412) mit Gütern entlang des Würdebaches belehnt worden. In der südlich der Würde gelegenen und 1219 als „Wordhem“ erstmals erwähnten kleinen Siedlung Würden gab es bereits einen zentral gelegenen Freihof. Von hier aus hatten schon die Grafen von Seeburg ihre umliegenden Besitzungen verwalten lassen. Auf diesem Hof ließen sich nun auch die Trothas nieder und begründeten mit Hans von Trotha (gestorben 1468) die Teutschenthal-Bennstedter Linie der Familie. Neben der Verwaltung der Mansfeldischen Lehnsgüter übte dieses Geschlecht auch die Gerichtsbarkeit über „Hals und Hand“ aus und kümmerte sich um Kirchenangelegenheiten, wie die Instandhaltung der Gotteshäuser oder die Berufung der Pfarrer im Würdebachtal. Wegen der seit 1365 bestehenden Zweiteilung Teutschenthals mussten diese Herrschaftsrechte allerdings mit dem  Hochstift Merseburg geteilt werden.
Der sich stetig vergrößernde Besitz entlang des Würdebaches und der damit verbundene Repräsentationsanspruch der Herren von Trotha machten einen standesgemäßen Herrschaftssitz notwendig. Zu diesem Zweck ließ Friedrich von Trotha (gestorben 1615) die mittelalterlichen Gebäude des Freihofs im späten 16. Jahrhundert abreißen und durch ein stattliches Herrenhaus ersetzen. Auf winkelförmigem Grundriss entstand ein renaissancezeitliches Schloss aus zwei Flügeln, in deren Winkel ein weithin sichtbarer oktogonaler Treppenturm mit markanter Schweifhaube emporstrebte. Die Nikolaus-Kapelle wurde abgerissen, das Pfarrhaus jedoch neu aufgebaut.

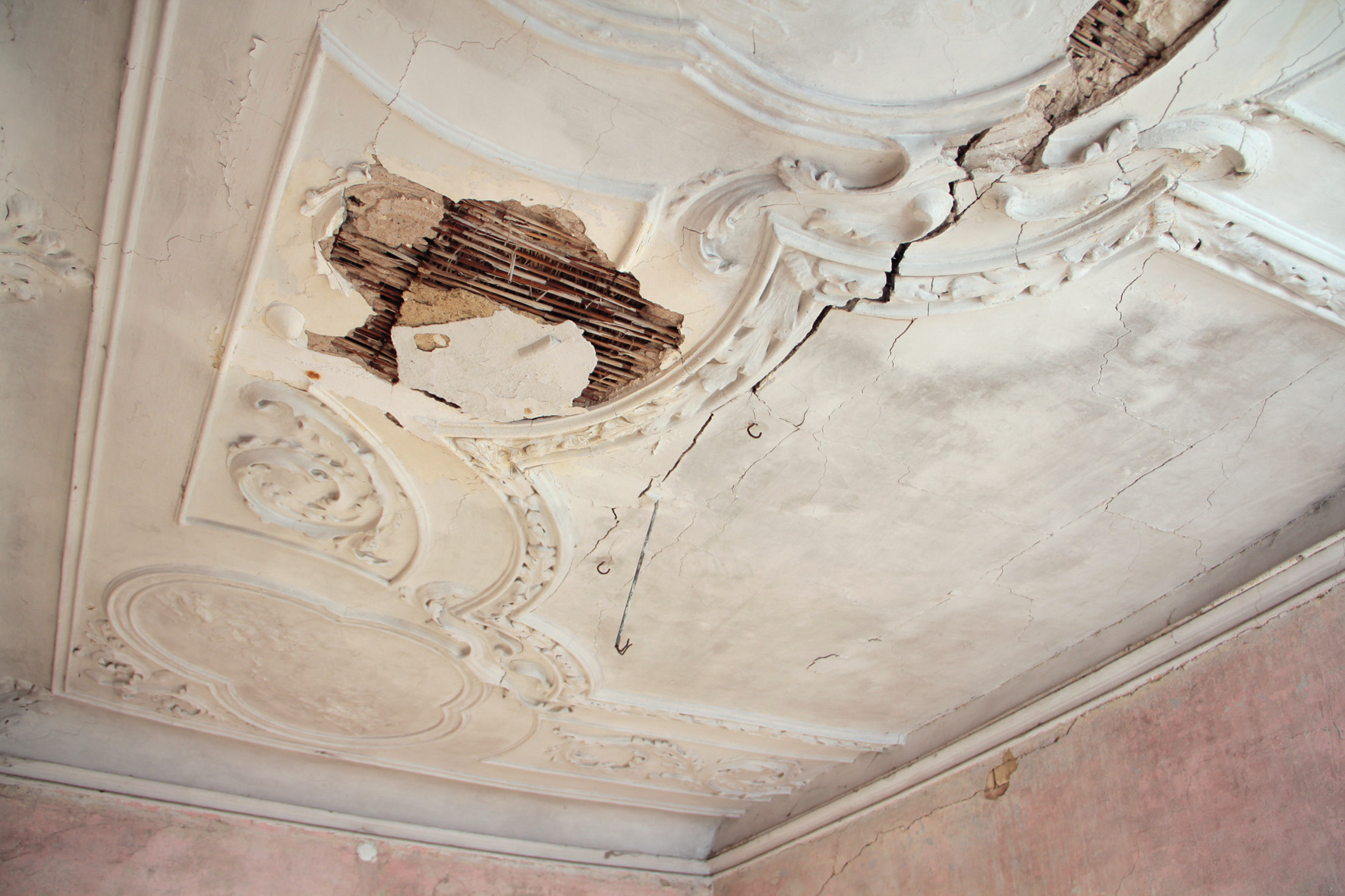
Teil der barocken Stuckdecke von 1710 (Dezember 2013)

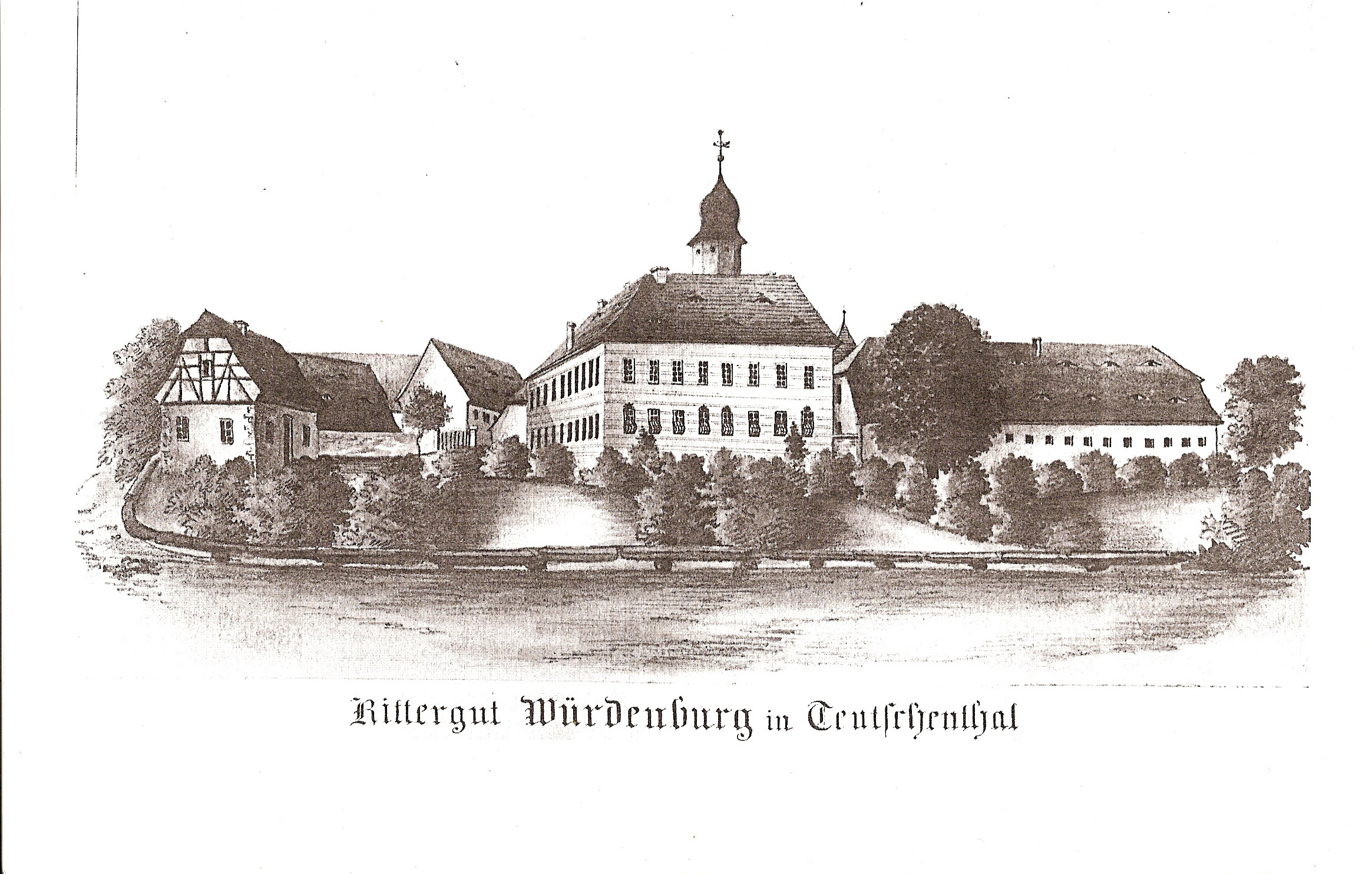
Die Würdenburg um 1850 (Westseite)

Das im Dreißigjährigen Krieg unversehrte, inzwischen aber nicht mehr zeitgemäße Renaissanceschloss wurde unter Franz Casimir von Trotha (1679–1711) im Jahr 1710 dem barocken Stil angepasst und teilweise umgebaut. Nach dessen Tod wurde das Anwesen aber von den Erben nicht mehr genutzt, sondern verpachtet. Auf dem angrenzenden Hof der Würdenburg entstanden im Laufe der Zeit etliche Wirtschaftsgebäude wie Schaf-, Ochsen- und Pferdestall mit Stroh, Heu- und Häckselboden.
Die fast 400-jährige Herrschaft der Trothas in Teutschenthal endete mit dem Verkauf der Würdenburg im Jahr 1832. Finanzielle Nöte hatten Ludwig von Trotha (1811–1895) dazu gezwungen, sämtliche Besitzungen in Teutschenthal an den Pächter des Amtes Seeburg, den Oberamtmann Friedrich Bartels, zu veräußern. Nach dem Tode seines Sohnes (1848) ging das Schloss samt Ländereien an den Rittergutsbesitzer Schmidt über. Unter diesem erlebte die Würdenburg einen letzten Höhepunkt. Es diente zusammen mit den umliegenden Ländereien des Öfteren als Schauplatz preußischer Militärmanöver. Bei einem dieser Manöver, im September 1857, waren neben hochrangigen Vertretern des europäischen Hochadels auch der Preußenkönig Friedrich Wilhelm IV. (1840–1861) sowie der Prinz von Preußen, der spätere deutsche Kaiser Wilhelm I. (1861/71–1888), auf Schloss Würdenburg anwesend.
Als Erbschaft seiner Frau Ella, geborene von Zimmermann, Tochter des 1900 in Berlin nobilitierten August von Zimmermann-Salzmünde (1849–1913), gelangte das Anwesen im Jahre 1915 in den Besitz des preußischen Oberamtmanns Carl Wentzel (1876–1944). Dieser ließ 1928 durch den bekannten Architekten und Burgenforscher Hermann Wäscher letzte Umbaumaßnahmen am Herrenhaus durchführen. Dabei wurde unter anderem der Westflügel um zwei Fensterachsen verlängert und das Gesindehaus aufgestockt. Nach Bodenreform und Enteignung der Familie Wentzel 1945 war im Hauptgebäude eine Zahnarztpraxis untergebracht. Später diente das einstige Herrenhaus als Kindertagesstätte (bis 1986) und Kinderkrippe (bis 1991). Zur selben Zeit nutzte eine Bäuerliche Handelsgenossenschaft den ehemaligen Gutshof. Die Landwirtschaftliche Produktionsgenossenschaft von Teutschenthal richtete hier eine Mosterei ein, deren Betrieb Anfang der 1990er Jahre eingestellt wurde. Eine so genannte Hochfahrtscheune war bereits nach der Bodenreform abgetragen worden.
Mit der Wiedervereinigung und infolge der Rückübertragung von enteignetem Besitz bekamen die Enkel von Carl Wentzel das Gut vom Land Sachsen-Anhalt zurück.

## Verfall und Abriss

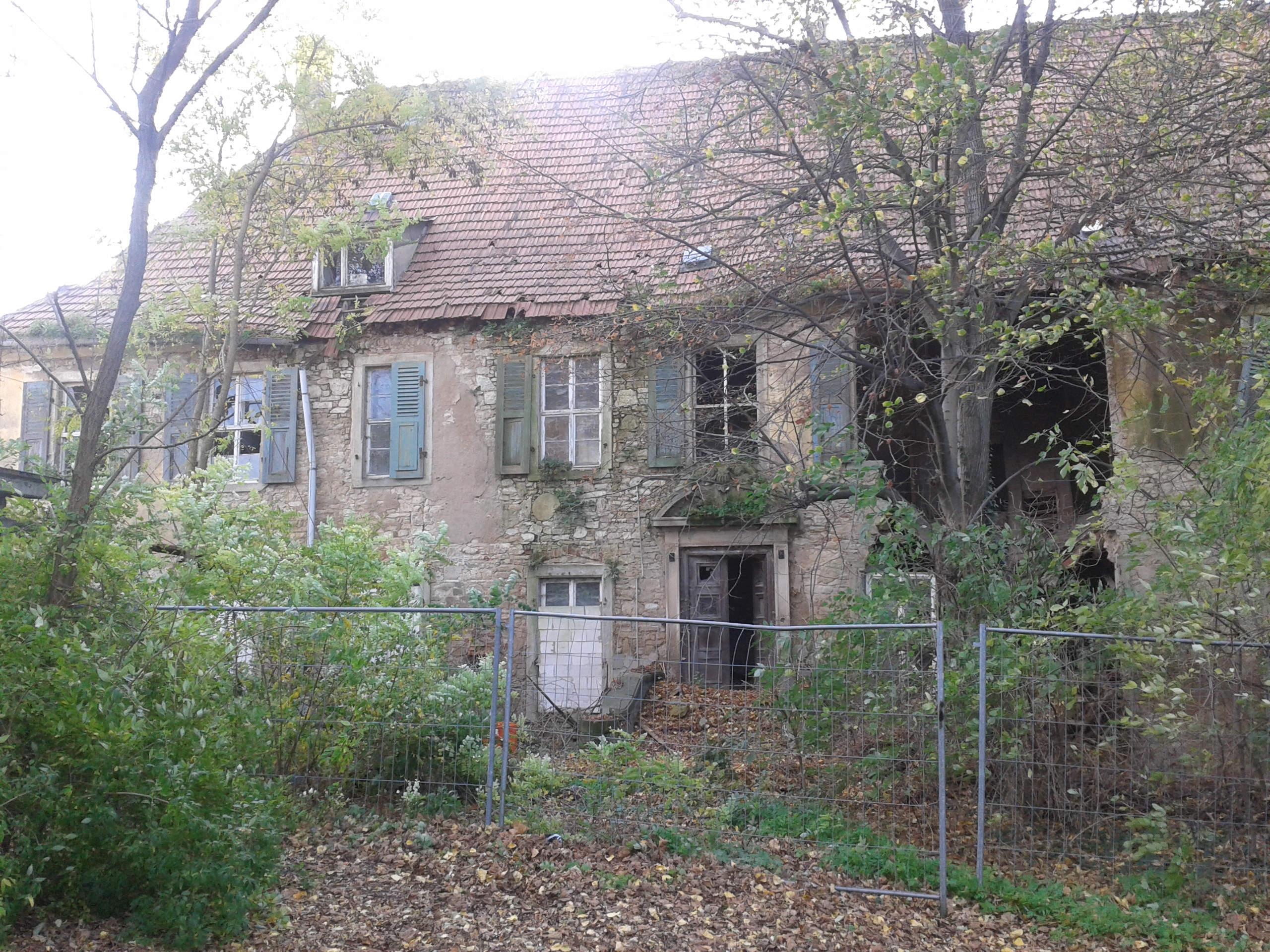
Eingestürzter Fassadenteil auf der Nordseite (November 2013)

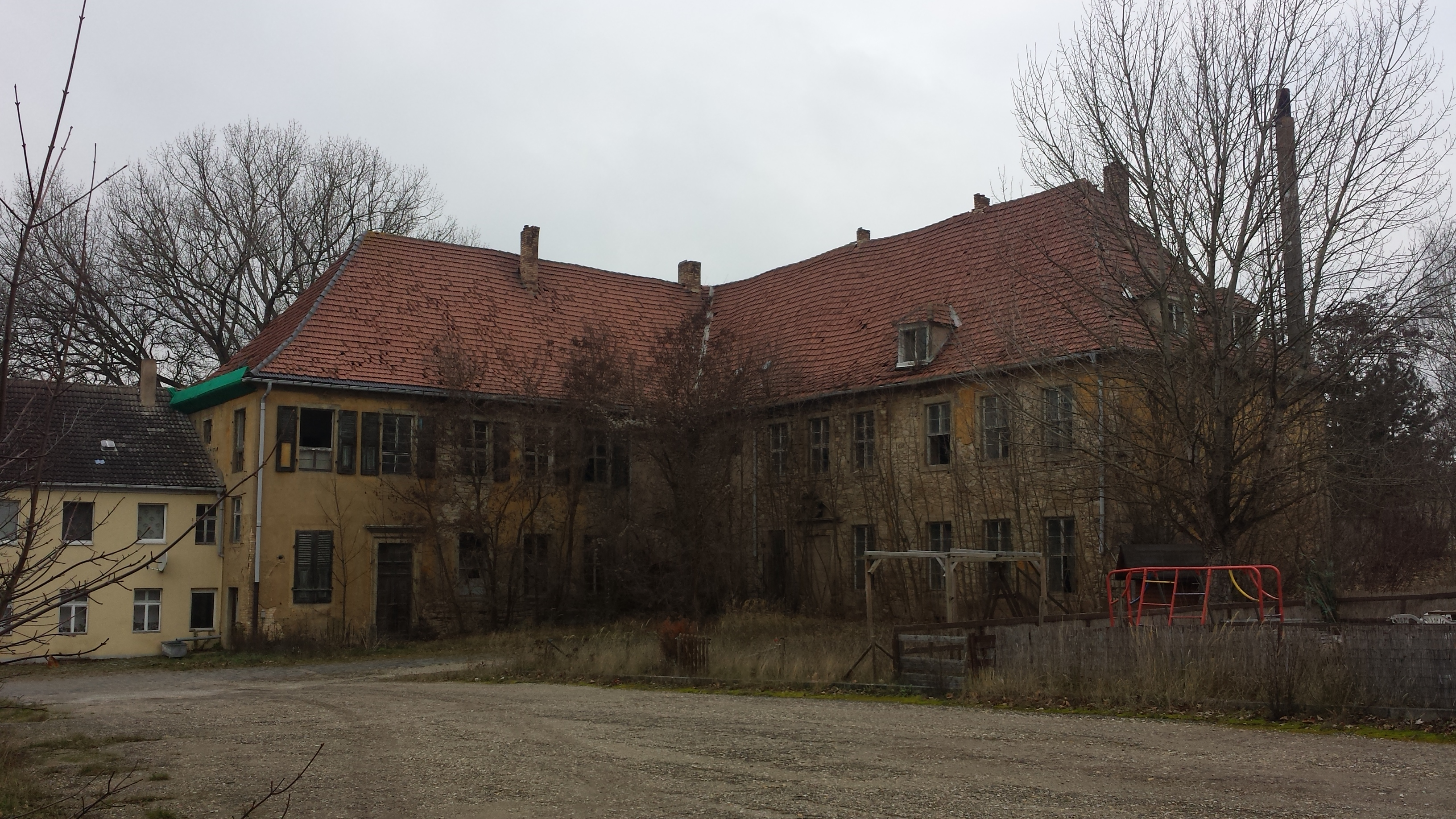
Hof der Würdenburg (Dezember 2016)

Seit dem Auszug der Kinderkrippe stand die Würdenburg leer und verfiel. Trotz Umbauten, Abbruch des Treppenturms 1951 und Verwahrlosung in den letzten beiden Jahrzehnten hatten sich im und am Hauptgebäude sowie im Wirtschaftshof renaissancezeitliche und barocke Schmuckformen wie Familienwappen und Portale erhalten. Darüber hinaus existierten im Herrenhaus noch originale barocke Stuckdecken aus der Zeit um 1710. Ein Teil der Nordfassade neben dem Haupteingang war aber bereits eingestürzt; weitere Teile akut bedroht. Auch die Wirtschaftsgebäude im Hof sind ungenutzt und dem Verfall preisgegeben. Nur das ehemalige Gesindehaus, welches seit den letzten Umbauarbeiten von 1928 unmittelbar an das Hauptgebäude angrenzt, ist teilweise saniert und bewohnt.
Die Gebrüder Wentzel als rechtmäßige Besitzer waren nicht an der Erhaltung oder Restaurierung der Würdenburg interessiert. Auch die Untere Denkmalschutzbehörde in der Kreisstadt Merseburg trat nicht für den Erhalt des Baudenkmals ein. Lokale und regionale Medien berichteten, unter anderem wurde ein Fernsehbeitrag ausgestrahlt. Im September 2015 konnte die Würdenburg am Tag des offenen Denkmals vorgestellt werden. Trotz aller Bemühungen war die Resonanz sehr überschaubar und eine Bewahrung des Schlosses in weiter Ferne.
Im April 2019 wurde das Schloss wegen Schäden an der Bausubstanz endgültig abgerissen. Auf dem Gelände soll ein Neubau entstehen.